# Amphimallon fuscum
Amphimallon fuscum är en skalbaggsart som beskrevs av Giovanni Antonio Scopoli 1786. Amphimallon fuscum ingår i släktet Amphimallon och familjen Melolonthidae. Inga underarter finns listade i Catalogue of Life.